# Hyllus simplex
Espèce
Hyllus simplex est une espèce d'araignées aranéomorphes de la famille des Salticidae.

## Distribution
Cette espèce est endémique de la province d'Inhambane au Mozambique,. Elle se rencontre vers Morrungulo.

## Description
La carapace du mâle holotype mesure 4,6 mm de long sur 4,0 mm et l'abdomen 4,9 mm de long sur 2,9 mm.

## Systématique et taxinomie
Cette espèce a été décrite par Haddad, Wiśniewski et Wesołowska en 2024.

## Publication originale
- Haddad, Wiśniewski & Wesołowska, 2024 : « The jumping spiders of Mozambique (Araneae: Salticidae). » Zootaxa, no 5560(1), p. 1-92.